# Charly Gaul
Charly Gaul (8. prosinec 1932, Pfaffenthal – 6. prosinec 2005, Lucemburk) byl lucemburský profesionální cyklista. Roku 1958 vyhrál Tour de France. Dvakrát byl též celkovým vítězem Giro d'Italia (1956, 1959). Roku 1954 získal bronz na mistrovství světa v silniční cyklistice v Solingenu. Byl vrchařským specialistou a dosahoval nejlepších výkonů v chladném počasí a v dešti. Věnoval se též cyklokrosu.